# Karin Näslund
Hanna Karin Agneta Näslund, född 7 november 1975 i Sollefteå församling, är en svensk journalist.
Näslund har tidigare varit nyhetschef på Sundsvalls Tidning. I juli 2016 fick Anders Ingvarsson, som då var Mittmedias chefredaktör för tidningarna i Västernorrland, andra arbetsuppgifter och Näslund blev då tillförordnad chefredaktör. I september samma år blev hon ordinarie chefredaktör för dessa tidningar, nämligen Tidningen Ångermanland, Örnsköldsviks Allehanda, Sundsvalls Tidning, Sundsvalls Nyheter och webbplatserna ST.nu och Allehanda.se.
Som en följd av att Bonnier News förvärvade Mittmedia är Näslund sedan 2019 inte längre chefredaktör för Tidningen Ångermanland, Örnsköldsviks Allehanda och Allehanda.se.